# 伊奇克查爾瓦山
9°46′00″S 77°06′38″W / 9.76667°S 77.11056°W
伊奇克查爾瓦山（Ichic Challhua），是秘魯的山峰，位於該國北部安卡什大區，由瓦里省的聖馬爾科斯區負責管轄，屬於安地斯山脈的一部分，海拔高度4,600米。